# Real McCoy

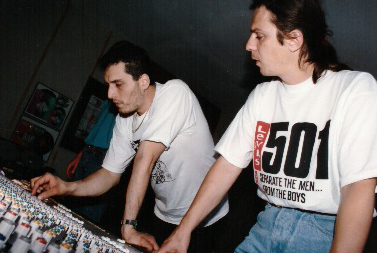
Frank Hassas y Juergen Wind

Real McCoy, originalmente conocidos como M.C. Sar & The Real McCoy, es un grupo alemán de estilo eurodance, formado en 1989 en Berlín.
En la década de 1990 fueron famosas sus canciones Run Away, Automatic Lover, Another Night y One More Time, con un estilo muy bailable en dicha época.
Durante su extensa carrera, el grupo pasó por muchos cambios notorios en su formación. 
Real McCoy fue catalogada muchas veces como una banda que hacía playback. Esto se debe al hecho de que el verdadero cantante no siempre fue acreditado o aparecía en los conciertos en vivo, en los videos musicales o en la portada de los CD del grupo. Sin embargo, esto no generó tanta controversia como lo fue con sus compatriotas, el dúo alemán Milli Vanilli, que realizó la misma técnica y que su carrera se vio afectada al enterarse de lo mismo.

## Orígenes del grupo
En el principio, Real McCoy era conocido en Europa como "M.C. Sar & The Real McCoy" y sólo consistía en el rapero Olaf "O-Jay" Jeglitza y una cantante desconocida. Su primer gran impacto se produjo en julio de 1988, cuando "Pump The Jam - Rap", un cover del éxito de Technotronic "Pump Up The Jam", se convirtió en un inesperado número 16 en Alemania.
Para su segundo sencillo, "It's On You", la cantante Patricia Petersen fue contratada para aportar la voz principal. Cuando su sello discográfico quiso producir un clip de "It's On You" y poner la canción en programas de televisión en vivo, un francés de ascendencia africana llamado Shampro fue reclutado para ocupar el lugar de Jeglitza y sincronizar los labios con su voz . En ese momento, Jeglitza no quería ser la cara del grupo, por lo que se mantuvo en el anonimato. Shampro fue presentado como el líder y la cara de M.C. Sar & The Real McCoy en la mayoría de los anuncios de la primera etapa del grupo y en el arte de tapa de los CD y vinilos. El grupo publicó cuatro sencillos más ("Don't Stop", "Make A Move", "Let's Talk About Love" y "No Showbo") y un álbum titulado "Make A Move". Todos estos lanzamientos no lograron el mismo éxito de "It's On You" y "Pump Up The Jam - Rap".

## El éxito masivo con "Another Night" (1991-1996)
Mientras trabajaba en su segundo álbum titulado "Space Invaders", el grupo recibió un ligero cambio de imagen. Jeglitza se convirtió en el verdadero vocalista y protagonizó los videoclips, actuó en vivo y apareció en anuncios y portadas de los nuevos discos del grupo. Sin embargo, los ejecutivos y la discográfica no estaban contentos con la voz de Patricia Petersen. La cantante Karin Kasar fue contratada para darle una nueva voz al álbum. Petersen se mantuvo en el grupo junto con Jeglitza, pero fue falsamente promocionada como la voz detrás de los éxitos europeos más grandes del grupo ("Another Night", "Automatic Lover" y "Run Away"). 
Petersen hizo playback sobre la voz de Kasar en todas las presentaciones en vivo del grupo y en todos sus videos musicales. Como dúo, Petersen y Jeglitza recorrieron todo el mundo y aparecieron juntos en la portada de los nuevos discos del grupo.
Clive Davis, ejecutivo estadounidense de Arista Records, tomó nota de su éxito y quiso llevarlos al mercado estadounidense, tal como lo había hecho antes con Ace of Base. Por razones de marketing Arista decidió quitar el "M.C. Sar" de su nombre y lo acortó a "Real McCoy". Se grabaron algunas canciones nuevas, pero todas las voces femeninas todavía estaban a cargo de Kasar. Durante la promoción en los Estados Unidos, otra cantante femenina llamada Vanessa Mason fue sumada al grupo, convirtiéndolo así en un trío. Mason tenía una voz muy similar a la de Kasar, haciendo que sus actuaciones en vivo fuesen más creíbles. Hasta entonces, el grupo siempre había hecho playback en sus presentaciones en directo.

## El álbum "One More Time" (1997)
En 1997, Real McCoy regresó con un nuevo sencillo y un álbum titulado "One More Time", esta vez con la voz de Mason y la recién llegada Lisa Cork. Para este disco, Mason y Cork realmente pusieron sus voces. El álbum fue coescrito con el compositor y productor estadounidense Brent Argovitz, quien había acercado a Cork a la banda. 
El sencillo fue publicado en diversos países de todo el mundo en vinilo y maxi singles en CD, sumando un total de 18 remezclas diferentes. "One More Time" (el sencillo) alcanzó el puesto 27 en el Billboard Hot 100. Sin embargo, no pudo ingresar al UK Singles Chart. 
Fueron editados otros sencillos del álbum, como un cover del éxito de Shania Twain "If You're Not in It For Love (I'm Outta Here)" y "I Wanna Come With You". El disco también incluyó una canción compuesta por Billy Steinberg y una melodía de piano para el tema "Take A Look at Your Life" provista por Chris Kusch. Desafortunadamente, "One More Time" (el álbum) no pudo repetir el éxito de "Another Night". Poco tiempo después el grupo se disolvió.

## Nueva formación de Real McCoy (1999-2009)
Aunque el grupo decidió dejar de grabar, en 1999 se contrató una formación completamente diferente para crear un "nuevo" Real McCoy. Jason, Gabi y Ginger grabaron una nueva versión del éxito de 1990 "It's On You", que fue lanzado sólo en Alemania, Austria y Suiza. En 2000, también publicaron una nueva canción titulada "Hey Now", la primera melodía de Real McCoy con un rap que no hizo O-Jay. Ambos sencillos no pudieron ingresar a las listas de éxitos.
O-Jay continuó produciendo y remezclando para varios artistas alemanes como Yvonne Catterfeld, B3, Daniel Küblböck y ATC.
En 2003, O-Jay publicó un CD solista bajo el sello discográfico A45 (de Alemania) con varias mezclas de su exitosa fórmula de eurodance llamado "Nite to Remember", una canción con mucha semejanza a aquellas pistas de Real McCoy con su rap y voces femeninas.
Varios recopilatorios de "grandes éxitos" se han publicado en los últimos años, y O-Jay comenzó su propio weblog en 2004, en el que finalmente reveló que los éxitos más grandes del grupo habían sido realizado por Karin Kasar. También ha especulado que otro grupo de Real McCoy estaba siendo montado sin su permiso, pero hasta ahora no se han conocido novedades. O-Jay aún se desempeña bajo el nombre de Real McCoy y colaboró con Ich Troje para representar a Polonia en el Festival de la Canción de Eurovisión 2006. La canción "Follow My Heart" no se clasificó para la gran final.
A principios de 2007, O-Jay fundó una nueva discográfica, Phears Music, con distribución de SonyBMG en Alemania. También lanzó un nuevo sencillo físico y digital, "People Are Still Having Sex", un cover del éxito de 1991 de LaTour, como adelanto de un nuevo álbum y una gira con Real McCoy.
En julio de 2008, "Another Night" fue incluido en el lugar 91 en la lista "The Billboard Hot 100 All-Time Top Songs". [A finales de 2008, O-Jay firmó un nuevo contrato exclusivo con Sony Music Germany para Real McCoy.
En julio de 2009, Real McCoy se presentó en Halifax, Canadá y Toronto, Canadá con una formación integrada por O-Jay, Debbie y Gemma. Este fue su primera serie de actuaciones en más de una década y también utilizando voces en vivo sobre el apoyo de pistas instrumentales. El repertorio consistió en "One More Time", "Run Away", "Come and Get Your Love", "Two Hearts" (el nuevo sencillo) y "Another Night".
En agosto de 2009, Real McCoy actuó en Engelberg, Suiza (en el concierto DJ BoBo & Friends).

## El regreso de Real McCoy (2016)
En su página oficial de Facebook se anunció que la verdadera cantante de estudio Karin Kasar había vuelto con O-Jay para actuar como Real McCoy en varios festivales temáticos dedicados a la música de los años 90.

## Integrantes
- Olaf "O-Jay" Jeglitza - cantante y líder, todas las voces masculinas (1988–actualidad)
- Karin Kasar - voz femenina (no aparece en los créditos); vocalista en todos los temas del álbum "Another Night" (1991–actualidad)
- Shampro - intérprete (1990–1992)
- Patricia Petersen (†) - voz femenina; voz en varios temas del álbum "On The Move" y en el sencillo "No Showbo". Desde 1993 sólo hizo playback (1990–1996).
- Yvonne "Sunday" Parker - voz femenina;  voz en algunos temas del álbum "On The Move" y en el sencillo "Don't Stop"  (1990–1991)
- Robert Kirby - voz (1992 - 1996)
- Vanessa Mason - voz (1994–1998)
- Lisa Cork - voz (1997–1998)
- Gabriele "Geby" Koopmans - voz (1999–2000)
- Ginger Maria Kamphuis - intérprete (1999–2000)
- Jason Ammon - voz masculina (1999–2000)
- Gemma Sampson - voz (2009)

## Productores
- Olaf "O-Jay" Jeglitza
- Frank "Quickmix" Hassas
- Berman Brothers (productores)
- David Brunner
- Juergen Wind
- Douglas Carr
- Per Adebratt
- Tommy Ekman
- Billy Steinberg
- Rick Nowels
- Shep Pettibone
- Tony Moran
- Brent Argovitz

## Discografía

### Álbumes de estudio
| Año  | Álbum                      | Alemania | UK | Estados Unidos | Canadá | Australia | Nueva Zelanda |
| ---- | -------------------------- | -------- | -- | -------------- | ------ | --------- | ------------- |
| 1990 | On the Move!               | —        | —  | —              | —      | —         | —             |
| 1993 | Space Invaders             | 6        | —  | —              | —      | —         | —             |
| 1995 | Another Night              | —        | 6  | 13             | 20     | 6         | 1             |
| 1997 | One More Time              | —        | —  | 79             | 55     | —         | —             |
| 2003 | Platinum & Gold Collection | —        | —  | —              | —      | —         | —             |

"—" indica que ese álbum no ingresó a las listas de ese país o no fue publicado.

### Sencillos
| Año  | Sencillo                          | UK | Estados Unidos | USA Billboard Dance Chart | Australia | Irlanda | Francia | Alemania | Suiza | Austria | Suecia | Argentina |
| ---- | --------------------------------- | -- | -------------- | ------------------------- | --------- | ------- | ------- | -------- | ----- | ------- | ------ | --------- |
| 1989 | "Pump Up the Jam"                 | —  | —              | —                         | —         | —       | —       | 16       | —     | —       | —      |           |
| 1990 | "It's on You"                     | —  | —              | —                         | —         | 1400    | 8       | 11       | 8     | 4       | —      | 1         |
| 1990 | "Don't Stop"                      | —  | —              | —                         | —         | —       | 19      | 41       | —     | —       | —      |           |
| 1990 | "Make a Move"                     | —  | —              | —                         | —         | —       | —       | —        | 29    | —       | —      |           |
| 1992 | "Let's Talk About Love"           | —  | —              | —                         | —         | —       | —       | —        | —     | —       | —      |           |
| 1992 | "No Showbo"                       | —  | —              | —                         | —         | —       | —       | —        | —     | —       | —      |           |
| 1993 | "Another Night"                   | 2  | 3              | 1                         | 1         | 6       | 20      | 18       | 42    | 30      | 22     |           |
| 1994 | "Automatic Lover"                 | —  | —              | —                         | —         | —       | 38      | 20       | 32    | —       | 19     |           |
| 1995 | "Run Away"                        | 6  | 3              | 3                         | 4         | 5       | —       | 22       | 25    | 24      | 11     |           |
| 1995 | "Love and Devotion"               | 11 | —              | —                         | 7         | 16      | —       | 37       | —     | 16      | 16     |           |
| 1995 | "Come and Get Your"               | 19 | 19             | 1                         | 18        | 22      | —       | 53       | —     | —       | —      |           |
| 1995 | "Automatic Lover (Call for Love)" | 58 | 52             | 3                         | 18        | —       | —       | —        | —     | —       | —      |           |
| 1995 | "Sleeping with an Angel/Ooh Boy"  | —  | —              | 19                        | —         | —       | —       | —        | —     | —       | —      |           |
| 1995 | "Operator"                        | —  | —              | —                         | —         | —       | —       | —        | —     | —       | —      |           |
| 1997 | "One More Time"                   | 81 | 27             | 14                        | 3         | —       | —       | 85       | —     | —       | —      |           |
| 1997 | "I Wanna Come (With You)"         | —  | —              | —                         | —         | —       | —       | —        | —     | —       | —      |           |
| 1997 | "If You're Not in It for Love"    | —  | —              | —                         | —         | —       | —       | —        | —     | —       | —      |           |
| 1998 | "Pump Up the Jam '98"             | —  | —              | —                         | —         | —       | —       | —        | —     | —       | —      |           |
| 1999 | "It's on You '99"                 | —  | —              | —                         | —         | —       | —       | —        | —     | —       | —      |           |
| 2000 | "Hey Now"                         | —  | —              | —                         | —         | —       | —       | —        | —     | —       | —      |           |
| 2003 | "Nite to Remember"                | —  | —              | —                         | —         | —       | —       | —        | —     | —       | —      |           |
| 2005 | "Slave 2 My Feelings"             | —  | —              | —                         | —         | —       | —       | —        | —     | —       | —      |           |
| 2006 | "4 the Lover"                     | —  | —              | —                         | —         | —       | —       | —        | —     | —       | —      |           |
| 2007 | "People Are Still Having Sex"     | —  | —              | —                         | —         | —       | —       | —        | —     | —       | —      |           |

"—" indica que ese sencillo no ingresó a las listas de ese país o no fue publicado.